# 兵谏亭
西安事变兵谏亭位于陕西省西安市临潼区骊山风景区，西安事变时张学良和杨虎城在此将蒋介石抓获。

## 由来名称演变
1946年3月，由胡宗南发起，黄埔军校七分校全体士官募捐建成此亭。最初是命名为“总统蒙难亭”，后更名为“正气亭”。中华人民共和国建国后更名为有貶義色彩的「捉蒋亭」。1982年为缓和两岸关系，再次易名为比較中性的「兵谏亭」至今。